# Малая крыса
Малая крыса (лат. Rattus exulans) — вид грызунов, самая мелкая из рода крыс — гемерофилов.

## Описание
По сравнению с другими видами крыс малая крыса имеет более короткое туловище, заострённую мордочку, более крупные уши и всегда коричневую окраску шерсти. Взрослые особи достигают длины от 11,5 до 15 см от кончика носа до основания хвоста; хвост — тонкий, на его поверхности многочисленные «кольца». Длина хвоста приблизительно равна длине туловища. Вес малой крысы может колебаться от 40 до 80 г.

## Ареал

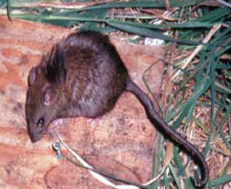
Малая крыса

Третий по распространению вид крыс в мире.
Малая крыса распространилась, предположительно, с территории нынешней Индонезии (Хальмахера) вместе с культурой Лапита и достигла Микронезии, Фиджи, Вануату. В Новой Зеландии этот вид крысы появился около 1280 года вместе с переселенцами-маори. В настоящее время распространена по всей Юго-Восточной Азии и Океании, где содержится также как домашнее животное, используемое в пищу.
В природной среде малая крыса живёт в степи, полях и лесах.

## Поведение, повадки и питание
Малая крыса способна без усилий забираться на деревья, где всегда находит себе что-либо съестное. В то же время плавает плохо. Ведёт преимущественно ночной образ жизни.
Питается в основном зерновыми — рисом и кукурузой, а также сахарным тростником, кокосовыми орехами, какао и ананасами.
Самка даёт приплод обычно 4 раза в год, от 4 до 9 животных. С европейской крысой малая не скрещивается.
В Полинезии малая крыса называется киоре.